# 风暴英雄

## 英雄

### 守望先锋系列
《风暴英雄》是一款由暴雪娛樂開發並將發佈在Windows和Mac OS平台上的多人在線競技類遊戲。遊戲中玩家所扮演的英雄角色大部分来自於暴雪娛樂的其他四個遊戲系列：《魔獸系列》、《暗黑破壞神》、《星海爭霸系列》和《鬥陣特攻》，少部分來自於《失落的維京人》。它是一款免费的在線遊戲，匹配系统基於暴雪的战网。暴雪對其進行了限量的内测。2013年8月，這款遊戲停止内测。2013年11月，暴雪正式在暴雪嘉年華上宣布2014年上線該遊戲。暴雪否認自己的遊戲是“Action RTS”（DotA/DOTA 2）或者“MOBA”（LOL）类型的游戏，因為暴雪認為《暴雪英霸》不同於市面上所有競技類遊戲。2015年1月13日暴雪開始讓玩家進行封閉內部測試，同年6月2日《暴雪英霸》正式上線並對外開放玩家下載遊玩。

## 开发过程
最开始，《风暴英雄》是《星际争霸2》中的一张地图，暴雪最开始称之为《暴雪DotA》，并且宣布会将其以地图的形式发布并作为一张《星际争霸2》的自定义地图。在2010年，暴雪首次在暴雪嘉年华中邀请玩家测试《暴雪DotA》，得到了玩家的认可和喜爱。暴雪宣称，《暴雪DotA》的理念在于“快速”和“平衡”。2011年，暴雪宣布重新制作《暴雪DotA》，并且宣布游戏将联合暴雪战网进行开发。
随着DOTA 2的开发权被Valve夺走，暴雪夺取DOTA 2开发权的失败和收购Riot Games失败，暴雪很可能会慢慢流失对抗类游戏的玩家。2012年5月11日，Valve宣布已经将暴雪告上法庭，原因是Valve认为暴雪的《暴雪DotA》使用了DotA商标和名字，构成侵权，并提供一系列的证据显示DotA商标和名字的所有者为Valve，要求暴雪进行赔偿和道歉以及取消《暴雪DotA》，但暴雪认为DotA这个名字是属于所有玩家的，是一种游戏的类型，并不属于个人或者商业所有，但法庭宣判暴雪侵权，暴雪不得不将《暴雪DotA》改名为《暴雪全明星》。随后，暴雪对Valve进行了反击，不允许Valve在DOTA 2中使用旗下游戏人物模型和名字。
2012年6月，Dustin Browder，星际争霸2的开发高管称，《暴雪全明星》因为版权和其他原因暂时不确定发布日期。2013年1月 Browder在一次访谈中提到了《暴雪全明星》，表示这款游戏非常棒，拥有很好的游戏体验，但是这款游戏還没准备好进行玩家测试。2013年2月，动视暴雪公布2012年第四季度报告，其中表明《暴雪全明星》将会在2013年继续开发 。2013年3月，Dustin Browder表示已经将一些《星际争霸2》的开发人员和美工派到了《暴雪全明星》开发组中。
2013年8月，暴雪娱乐创始人Mike Morhaime宣布《暴雪全明星》已经进入内测阶段，只有少数人参与内测。他说，《暴雪全明星》已经准备好让全世界玩家为之震惊了。2013年10月17日，《暴雪全明星》改名为《风暴英雄》。同年11月8日，Dustin Browder正式公布《风暴英雄》，并称玩家已经可以在暴雪官网上进行公测申请。
暴雪宣布，从2019年起，停办风暴英雄全球锦标赛与宿舍英雄，造成許多戰隊解散、選手失業。
2022年7月，暴雪宣布將停止重大更新，包括推出新英雄、新模式等，但遊戲還仍會繼續維持基本運作。

## 可供玩家使用角色列表
在2018年11月15日之前，《风暴英雄》中可供玩家使用的游戏角色均来自暴雪旗下其他著名游戏魔兽争霸系列、星际争霸系列、暗黑破坏神系列、守望先锋以及失落的維京人。2018年11月15日，“乌鸦亭继承人”奥菲娅上线，结束了《风暴英雄》无原创英雄的历史。玩家可用角色列表如下：
| 称号               | 可使用角色   | 所属       | 定位     |
| ------------------ | ------------ | ---------- | -------- |
| 刀鋒女皇           | 凱莉根       | 星海爭霸   | 近戰刺客 |
| 山脈之王           | 穆拉丁       | 魔獸爭霸   | 肉盾     |
| 惡名昭彰的罪犯     | 泰科斯       | 星海爭霸   | 遠程刺客 |
| 義天使             | 泰瑞尔       | 暗黑破壞神 | 肉盾     |
| 漂泊遊子           | 莉莉         | 魔獸爭霸   | 治療者   |
| 魚人寶寶           | 莫奇         | 魔獸爭霸   | 近戰刺客 |
| 蟲群蟲后           | 札迦拉       | 星海爭霸   | 遠程刺客 |
| 陶土議會的薩滿     | 雷加         | 魔獸爭霸   | 治療者   |
| 精靈龍             | 亮翼         | 魔獸爭霸   | 治療者   |
| 聖堂救世主         | 塔薩達       | 星海爭霸   | 輔助     |
| 巫妖王             | 阿薩斯       | 魔獸爭霸   | 肉盾     |
| 反抗組織指揮官     | 雷诺         | 星海爭霸   | 遠程刺客 |
| 狩魔獵人           | 维拉         | 暗黑破壞神 | 遠程刺客 |
| 異端巫醫           | 納奇班       | 暗黑破壞神 | 遠程刺客 |
| 黑暗教長           | 澤拉圖       | 星海爭霸   | 近戰刺客 |
| 背叛者             | 伊利丹       | 魔獸爭霸   | 近戰刺客 |
| 棘齒城的老大       | 加茲魯維     | 魔獸爭霸   | 近戰刺客 |
| 大德鲁伊           | 瑪法里恩     | 魔獸爭霸   | 治療者   |
| 進化管理者         | 阿巴瑟       | 星海爭霸   | 輔助     |
| 搖滾之神           | 精英牛頭大佬 | 魔獸爭霸   | 肉盾     |
| 蠻錘領主           | 弗斯塔德     | 魔獸爭霸   | 遠程刺客 |
| 自治聯盟幽靈特務   | 諾娃         | 星海爭霸   | 遠程刺客 |
| 攻城坦克駕駛員     | 榔頭中士     | 星海爭霸   | 遠程刺客 |
| 流浪野蠻人         | 桑雅         | 暗黑破壞神 | 鬥士     |
| 夜色鎮的夢魘       | 縫合怪       | 魔獸爭霸   | 肉盾     |
| 伊露恩的高階女祭司 | 泰蘭妲       | 魔獸爭霸   | 治療者   |
| 光明使者           | 烏瑟         | 魔獸爭霸   | 治療者   |
| 恐懼之王           | 迪亞布羅     | 暗黑破壞神 | 肉盾     |
| 逆王               | 阿努巴拉克   | 魔獸爭霸   | 肉盾     |
| 罪惡之王           | 阿茲莫丹     | 暗黑破壞神 | 遠程刺客 |
| 傳奇釀酒大師       | 老陳         | 魔獸爭霸   | 鬥士     |
| 大法師             | 珍娜         | 魔獸爭霸   | 遠程刺客 |
| 部落的大酋長       | 索爾         | 魔獸爭霸   | 鬥士     |
| 麻煩三人組         | 失落的維京人 | 懷舊經典   | 輔助     |
| 女妖之王           | 希瓦娜斯     | 魔獸爭霸   | 遠程刺客 |
| 太陽之王           | 凱爾薩斯     | 魔獸爭霸   | 遠程刺客 |
| 撒卡蘭姆的聖教軍   | 喬安娜       | 暗黑破壞神 | 肉盾     |
| 血肉剁切者         | 屠夫         | 暗黑破壞神 | 近戰刺客 |
| 骷髅王             | 李奥瑞克     | 暗黑破壞神 | 鬥士     |
| 梵羅達尼的武僧     | 克拉辛       | 暗黑破坏神 | 治療者   |
| 部落的勇士         | 雷克薩       | 魔獸爭霸   | 鬥士     |
| 戰地醫護官         | 莫拉萊斯中尉 | 星海爭霸   | 治療者   |
| 達蘭的大主教       | 亞坦尼斯     | 星海爭霸   | 鬥士     |
| 暮光之鎚的酋長     |              | 魔獸爭霸   | 鬥士     |
| 暮光之鎚的酋長     |              | 魔獸爭霸   | 遠程刺客 |
| 塞納留斯的長女     | 露娜拉       | 魔獸爭霸   | 遠程刺客 |
| 狼人之王           | 葛雷邁恩     | 魔獸爭霸   | 遠程刺客 |
| 叛逆的秘術師       | 李敏         | 暗黑破坏神 | 遠程刺客 |
| 神秘的死灵法师     | 蘇爾         | 暗黑破坏神 | 鬥士     |
| 原始族群首领       | 德哈卡       | 星海爭霸   | 鬥士     |
| 捍衛者成員         | 閃光         | 鬥陣特攻   | 遠程刺客 |
| 时光守护者         | 克罗米       | 魔兽世界   | 遠程刺客 |
| 最后的守护者       | 麦迪文       | 魔兽世界   | 輔助     |
| 黑暗的化身         | 古尔丹       | 魔兽世界   | 遠程刺客 |
| 刺客大师           | 半藏         | 守望先锋   | 遠程刺客 |
| 渣客爆破手         | 狂鼠         | 守望先锋   | 遠程刺客 |
| 生命缚誓者         | 雅立史卓莎   | 魔兽世界   | 治療者   |
| 纳克萨玛斯的大巫妖 | 科爾蘇加德   | 魔獸爭霸   | 遠程刺客 |
| 充满好奇心的探測机 | 普罗比斯     | 星际争霸   | 遠程刺客 |
| 部落大酋长         | 卡爾洛斯     | 魔兽世界   | 鬥士     |
| 老练的狙击手       | 安娜         | 守望先锋   | 治療者   |
| 半机械忍者         | 源氏         | 守望先锋   | 遠程刺客 |
| 炎魔之王           | 拉格纳罗斯   | 魔兽世界   | 鬥士     |
| 联盟的至高王       | 瓦里安       | 魔兽世界   | 鬥士     |
| 被感染的中将       | 斯杜科夫     | 星际争霸   | 治療者   |
| 死亡化身           | 瑪瑟爾       | 暗黑破坏神 | 鬥士     |
| 機甲驾驶员         | D.Va         | 守望先锋   | 鬥士     |
| 剑圣               | 薩姆羅       | 魔兽世界   | 近戰刺客 |
| 自由战士DJ         | 路西歐       | 守望先锋   | 治療者   |
| 亚马逊战鬥仕女     | 卡西雅       | 暗黑破坏神 | 遠程刺客 |
| 无冕者之影         | 瓦麗拉       | 魔兽世界   | 近戰刺客 |
| 俄罗斯卫士         | 札莉雅       | 守望先锋   | 輔助     |
| 塔达林高阶领主     | 亞拉瑞克     | 星际争霸   | 近戰刺客 |
| 希望大天使         | 奥莉尔       | 暗黑破坏神 | 治療者   |
| 精英火蝠           | 爆焰         | 星际争霸   | 肉盾     |
| 看守者             | 瑪翼夫       | 魔兽世界   | 近戰刺客 |
| 圣堂武士管理者     | 菲尼克斯     | 星际争霸   | 遠程刺客 |
| 赫拉迪姆的最後一員 | 凱恩         | 暗黑破壞神 | 治療者   |
| 希望之光           | 伊芮爾       | 魔兽世界   | 鬥士     |
| 大检察官           | 怀特迈恩     | 魔兽世界   | 治療者   |
| 憎恨之王           | 墨菲斯托     | 暗黑破壞神 | 遠程刺客 |
| 纳斯雷兹姆领主     | 玛尔加尼斯   | 魔兽世界   | 肉盾     |
| 乌鸦亭继承人       | 奥菲雅       | 风暴英雄   | 遠程刺客 |
| 阿曼尼督軍         | 祖爾金       | 魔兽世界   | 遠程刺客 |
| 勇天使             | 英普瑞斯     | 暗黑破壞神 | 鬥士     |
| 暴風城之王         | 安杜因       | 魔兽世界   | 治療者   |
| 艾瑞西亞賞金獵人   | 奇菈         | 风暴英雄   | 近戰刺客 |
| 毀滅者             | 死亡之翼     | 魔兽世界   | 鬥士     |
| 艾爾文之禍         | 霍格         | 魔兽世界   | 鬥士     |

## 评价
风暴英雄得到普遍好评。 Metacritic基于20条评论给出了88分（满分为100），表示“普遍好评”。GameRankings基于11条评论给出85.14％的平均评价得分。
IGN给出了6.5分（满分为10），称“风暴英雄是一个有缺陷的游戏，是多样的MOBA游戏并具有出色的团队战斗却有较差的目标”。
IGN在2018年重新將暴雪英霸分數評分為8分。

## 官方网站
- （繁體中文）https://heroesofthestorm.com/zh-tw/ （页面存档备份，存于）（台湾）